# Franjo Vilhar Kalski
Franjo Vilhar Kalski   (Senožeče, 5 de gener de 1852 - Zagreb, 4 de març de 1928) fou un compositor eslovè.

## Biografia
El fill del poeta eslovè Miroslav Vilhar va tenir les seves primeres lliçons de música a Ljubljana i va estudiar de 1870 a 1872 amb František Blažek i František Zdeněk Skuherský a Praga on fou un alumne destacat. El 1872 va fundar una escola de música a Temesvar amb el seu sogre, el compositor Josef Wenzel Hajek. El 1873 també es va convertir en organista de la catedral aquí. D'aquesta època s'han conservat dues composicions per a un cor masculí de quatre parts: Gondoliera i Du bist wie eine Blume  (dedicada a Heinrich Heine).
De 1881 a 1884 Vilhar va dirigir l'Escola Municipal de Música de Karlovac. Després de dirigir cors a Sisak, Split i Gospić, el 1891 es va convertir en director del cor de l'Església de Sant Marc de Zagreb.

## Obres
- Nezakonska mati (La mare soltera)
- Oj vi magle (Oh, les granotes)
- Prvi cjelov (el primer petó)
- Bojma pjesma (cançó de guerra)
- Eslovenis i Hrvat (eslovens i croats)
- Korabljar de Bosanski (vaixell de bots bosnià) per a cor i orquestra
- Prognosi (a l'exili) per a cor i orquestra
- Jadranski (El so de l'Adriàtic)
- Bosancice
- Naše pjesme (Les nostres cançons)
- Vila de Balkanska
- Hrvatsko biserje (perles croates)

## Obres instrumentals
- Quartet de cordes
- Sonata iugoslava
- Spomenice
- Hrvatski plesovi (danses croates)

## Òperes
- Smiljana (1897)
- Ivanjska Kraljica (1902)
- Gospoda Pokondirovic, opereta (1905).
- Lopudska sirotica, (1914)